# Hàng không năm 1937
Đây là danh sách các sự kiện hàng không nổi bật xảy ra trong năm 1937:

## Các sự kiện

### Tháng 3
- 5 tháng 3 - Imperial Airways mở căn cứ thủy phi cơ ở Hythe, Hampshire.

### Tháng 4
- 9 tháng 4 - Kamikaze máy bay Nhật Bản đầu tiên hạ cánh xuống Sân bay Croydon ở London - đây cũng là chiếc máy bay đầu tiên của Nhật đến châu Âu.
- 12 tháng 4 - Ngài Frank Whittle thực hiện những cuộc thử nghiệm dưới đất của động cơ phản lực của máy bay tại nhà máy British Thomson-Houston ở Rugby, Anh.
- 26 tháng 4 - Máy bay ném bom của Quân đoàn Condor thuộc Không quân Đức tấn công Guernica.
- 30 tháng 4 - Chiến hạm España của phái bảo hoàng Tây Ban Nha bị đánh đắm bởi lực lượng cộng hòa.

### Tháng 5
- 6 tháng 5 - Khí cầu zeppelin của Đức bị tai nạn trong sự kiện Hindenburg do cháy và bị phá hủy khi đang cố neo lại ở Cảng hàng không hải quân Lakehurst ở Lakehurst, New Jersey.

### Tháng 6
- 18 tháng 6-20, Valery Chkalov, G.F.Baidukov, A.V.Belyakov bay từ Moskva đến Vancouver, Washington, Mỹ qua Bắc cực.

### Tháng 7
- 3 tháng 7, Amelia Earhart và hoa tiêu là Fred Noonan biến mất trong một chuyến bay từ Lae, New Guinea đến Đảo Howland, và họ không bao giờ được tìm thấy.
- 3 tháng 7-6 - Pan Am và Hàng không Đế quốc Anh cùng khảo sát đường bay của thủy phi cơ để chuẩn bị cho các chuyến bay thương mại xuyên Đại Tây Dương sau đó.
- 12 tháng 7-14 - Mikhail Gromov, A. B. Yumashev, và S. A. Danilin thiết lập một kỷ lục thế giới mới về khoảng cách là 10.148 km (6.303 miles) từ Moskva đến San Jacinto, California, Mỹ qua Bắc cực.

### Tháng 8
- 15 tháng 8 - Lufthansa bắt đầu dùng thủy phi cơ phục vụ trong các chuyến bay giữa Açores và New York với sự giúp đỡ của tàu tiếp nhiên liệu được đặt trên tuyến đường bay.

### Tháng 11
- 16 tháng 11 - Một chiếc Junkers Ju 52 của hãng Sabena trên đường đi từ Köln đến London ngang qua Brussels gặp tai nạn gần Ostende, Bỉ với 11 hành khách trên máy bay. Tất cả đều tử nạn, trong đó có Đại công tước xứ Hesse, phu nhân đang có mang 8 tháng và 2 đứa con nhỏ.

## Chuyến bay đầu tiên
Tháng 1
- 13 tháng 1 - Fairey Fulmar

Tháng 2
- 9 tháng 2 - Blackburn Skua

Tháng 3
- Miles Magister
- 10 tháng 3 - Hawker Henley

Tháng 5
- 7 tháng 5 - Lockheed XC-35
- 20 tháng 5 - de Havilland Albatross
- Arado Ar 196

Tháng 6
- 18 tháng 6 - de Havilland Don
- 19 tháng 6 - Airspeed Oxford
- 22 tháng 6 - de Havilland Moth Minor

Tháng 7
- 27 tháng 7 - Short Mayo thủy phi cơ / thuyền
- 27 tháng 7 - Focke-Wulf Fw 200 mẫu thử nghiệm D-AERE
- 29 tháng 7 - Lockheed Model 14 Super Electra

Tháng 8
- 11 tháng 8 - Boulton Paul Defiant mẫu thử nghiệm K 8310

Tháng 9
- 1 tháng 9 - Bell YFM-1 Airacuda

Tháng 10
- 16 tháng 10 - Short S.25 K 4774, mẫu thử nghiệm của Short Sunderland

Tháng 12
- Brewster B-139, mẫu thử nghiệm của Brewster Buffalo
- 24 tháng 12 - Macchi C.200

## Bắt đầu phục vụ
Tháng 2
- Gloster Gladiator trong Phi đội số 3 và Phi đội số 72 Không quân Hoàng gia

Tháng 3
- 9 tháng 3 - Armstrong Whitworth Whitley trong Phi đội số 10 Không quân Hoàng gia
- Bristol Blenheim trong Phi đội số 114 Không quân Hoàng gia

Tháng 4
- Vickers Wellesley
- Junkers Ju 87 trong I/StG 162
- 16 tháng 4 - Supermarine Stranraer

Tháng 5
- 20 tháng 5 - Fairey Battle trong Phi đội số 63 Không quân Hoàng gia

Tháng 10
- Miles Magister
- TBD Devastator trong phi đội VT-3 trên tàu sân bay USS Saratoga

Tháng 11
- Airspeed Oxford

Tháng 12
- SB2U Vindicator trong phi đội VB-3 trên tàu sân bay USS Saratoga